# Lagopus leucura
La pernice coda bianca (Lagopus leucura Richardson, 1831) è un uccello della famiglia Phasianidae.

## Descrizione
La pernice coda bianca è più piccola di quella bianca, infatti misura dai 30 ai 31 cm di lunghezza e pesa dai 330 ai 480 grammi; normalmente i maschi sono più grandi delle femmine.. Durante l'inverno, questo uccello presenta un piumaggio bianco, mentre durante i mesi estivi risulta maculato di grigio e marrone. Il colore grigio e marrone lo differenzia dalle altre due pernici. Sia il maschio che la femmina mantengono tutto l'anno la coda e alcune penne delle ali di colore bianco.

## Distribuzione e habitat
La pernice coda bianca è un uccello che abita in alta montagna, al disopra del limite del bosco; ama le aree sassose e franose. Questa specie abita il Canada, l'Alaska e il Nuovo Messico ma è stata introdotta anche in altre zone del Nord America.